# André Silva
André Miguel Valente da Silva (ur. 6 listopada 1995 w Baguim do Monte) – portugalski piłkarz występujący na pozycji napastnika, były reprezentant Portugalii. Wychowanek SC Salgueiros.
W reprezentacji Portugalii zadebiutował 1 września 2016 w wygranym 5:0 meczu z Gibraltarem.

## Statystyki kariery
Stan na: 24 stycznia 2023
| Klub                       | Sezon              | Liga               | Liga  | Liga   | Puchar kraju | Puchar kraju | Puchar ligi | Puchar ligi | Europa | Europa | Inne  | Inne   | Suma  | Suma   |
| Klub                       | Sezon              | Liga               | Mecze | Bramki | Mecze        | Bramki       | Mecze       | Bramki      | Mecze  | Bramki | Mecze | Bramki | Mecze | Bramki |
| -------------------------- | ------------------ | ------------------ | ----- | ------ | ------------ | ------------ | ----------- | ----------- | ------ | ------ | ----- | ------ | ----- | ------ |
| Porto B                    | 2013/2014          | Segunda Liga       | 21    | 3      | –            | –            | –           | –           | –      | –      | –     | –      | 21    | 3      |
| Porto B                    | 2014/2015          | Segunda Liga       | 34    | 7      | –            | –            | –           | –           | –      | –      | –     | –      | 34    | 7      |
| Porto B                    | 2015/2016          | Segunda Liga       | 29    | 14     | –            | –            | –           | –           | –      | –      | –     | –      | 29    | 14     |
| FC Porto                   | 2015/2016          | Primeira Liga      | 9     | 1      | 2            | 2            | 3           | 0           | 0      | 0      | –     | –      | 14    | 3      |
| FC Porto                   | 2016/2017          | Primeira Liga      | 32    | 16     | 1            | 0            | 0           | 0           | 10     | 5      | –     | –      | 43    | 21     |
| A.C. Milan                 | 2017/2018          | Serie A            | 24    | 2      | 2            | 0            | –           | –           | 14     | 8      | –     | –      | 40    | 10     |
| Sevilla FC (wyp.)          | 2018/2019          | Primera División   | 27    | 9      | 4            | 2            | –           | –           | 8      | 0      | 1     | 0      | 40    | 11     |
| A.C. Milan                 | 2019/2020          | Serie A            | 1     | 0      | 0            | 0            | –           | –           | 0      | 0      | –     | –      | 1     | 0      |
| Eintracht Frankfurt (wyp.) | 2019/2020          | Bundesliga         | 25    | 12     | 3            | 2            | –           | –           | 9      | 2      | –     | –      | 37    | 16     |
| Eintracht Frankfurt        | 2020/2021          | Bundesliga         | 32    | 28     | 2            | 1            | –           | –           | –      | –      | –     | –      | 34    | 29     |
| RB Lipsk                   | 2021/2022          | Bundesliga         | 33    | 11     | 6            | 2            | –           | –           | 12     | 4      | –     | –      | 51    | 17     |
| RB Lipsk                   | 2022/2023          | Bundesliga         | 17    | 4      | 2            | 2            | –           | –           | 6      | 3      | 1     | 0      | 26    | 9      |
| Ogólnie w karierze         | Ogólnie w karierze | Ogólnie w karierze | 284   | 107    | 22           | 11           | 3           | 0           | 59     | 22     | 2     | 0      | 371   | 140    |

## Sukcesy

### Rekordy
Nieaktualne
- Najskuteczniejszy zawodnik w historii Primera División po swoich pierwszych sześciu meczach w XXI wieku: 6 goli w 6 meczach (sezon 2018/2019, kolejka 1–6, Sevilla FC)[a][4]